# Grypotheca horningae
Grypotheca horningae är en fjärilsart som beskrevs av John S. Dugdale 1987b. Grypotheca horningae ingår i släktet Grypotheca och familjen säckspinnare. Inga underarter finns listade i Catalogue of Life.